# 小行星9097
小行星9097（9097 Davidschlag）是一颗绕太阳运转的小行星，为主小行星带小行星。该小行星于1996年1月14日发现。

## 轨道参数
小行星9097的轨道半长轴为3.1571466 UA，离心率为0.107。